# Laroque-de-Fa
Laroque-de-Fa är en kommun i departementet Aude i regionen Occitanien  i södra Frankrike. Kommunen ligger  i kantonen Mouthoumet som ligger i arrondissementet Carcassonne. År 2022 hade Laroque-de-Fa 141 invånare.

## Befolkningsutveckling
Antalet invånare i kommunen Laroque-de-Fa
Referens: INSEE

## Galleri

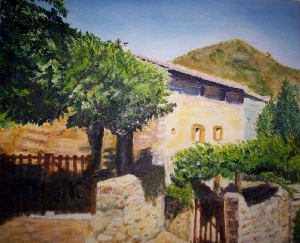
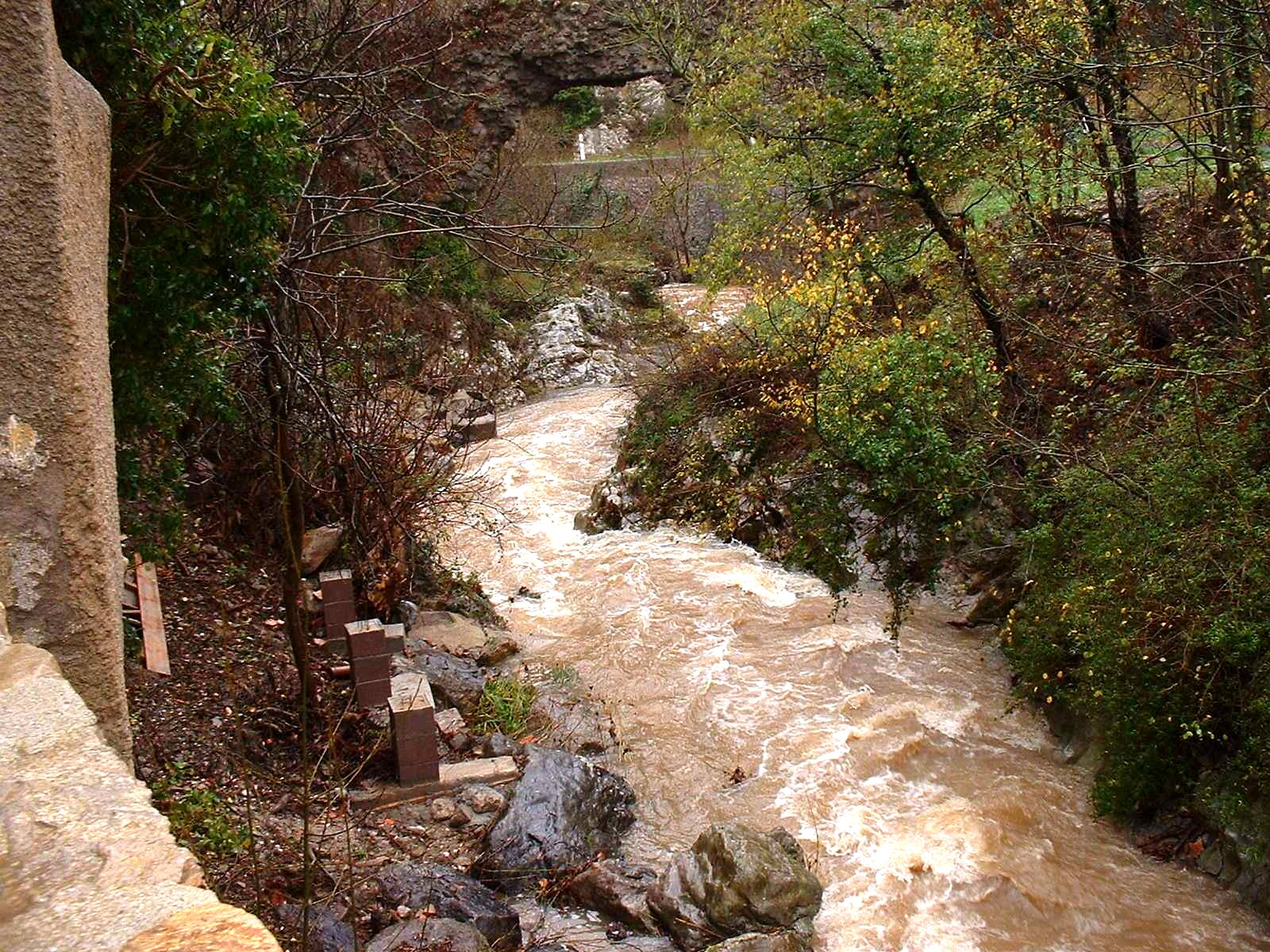
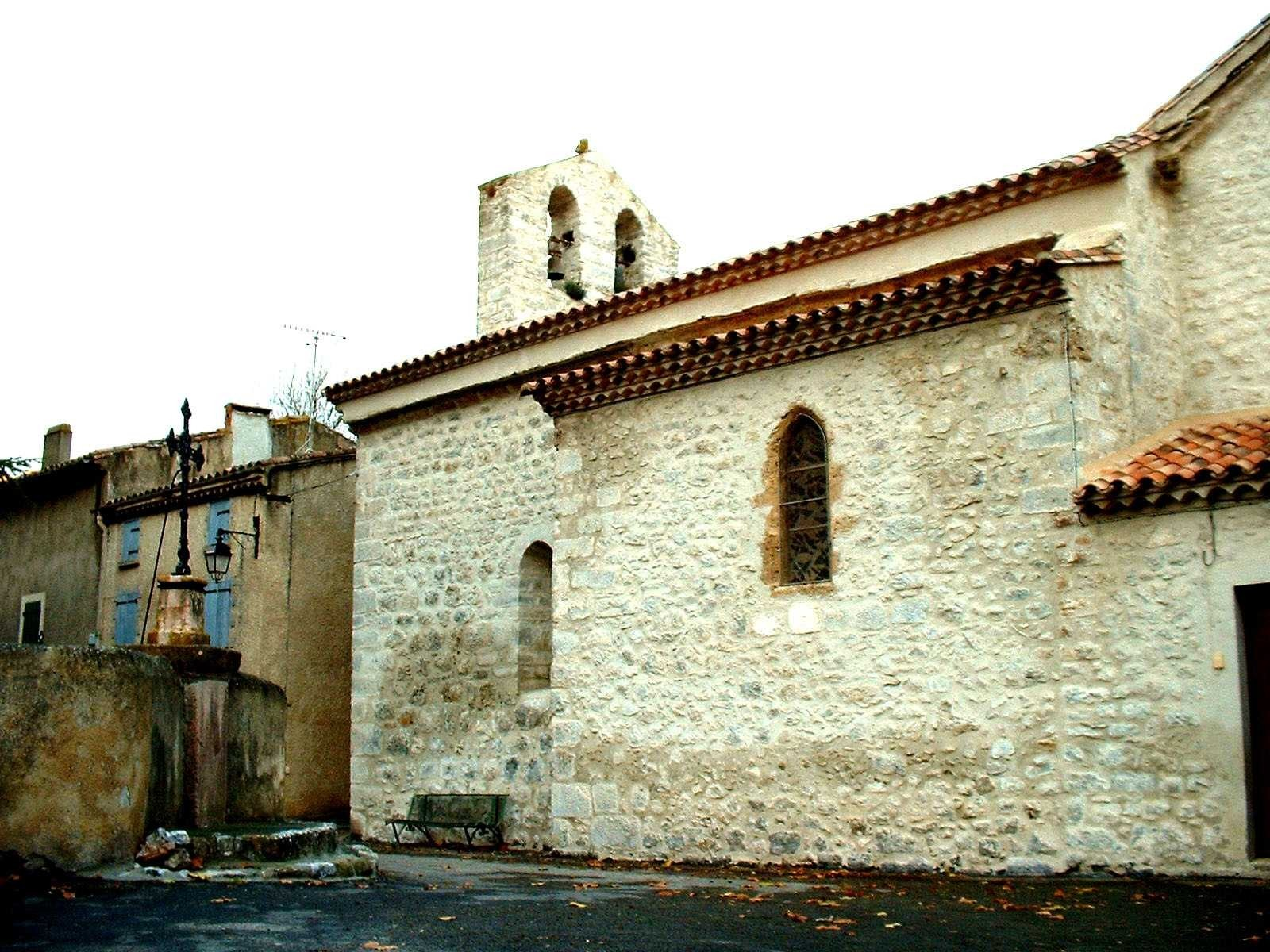